# Costituzione dell'Ambazonia
La Costituzione dell'Ambazonia (in lingua inglese: Interim Constitution of the Federal Republic of Ambazonia) è la legge fondamentale dell'autoproclamata Repubblica di Ambazonia, creata e pubblicata nell'agosto del 2017.
È formata da 13 capitoli, 70 articoli e dei commi. Nelle prime pagine c'è la proclamazione dell'indipendenza e del preambolo.